# Pena capital en Chipre

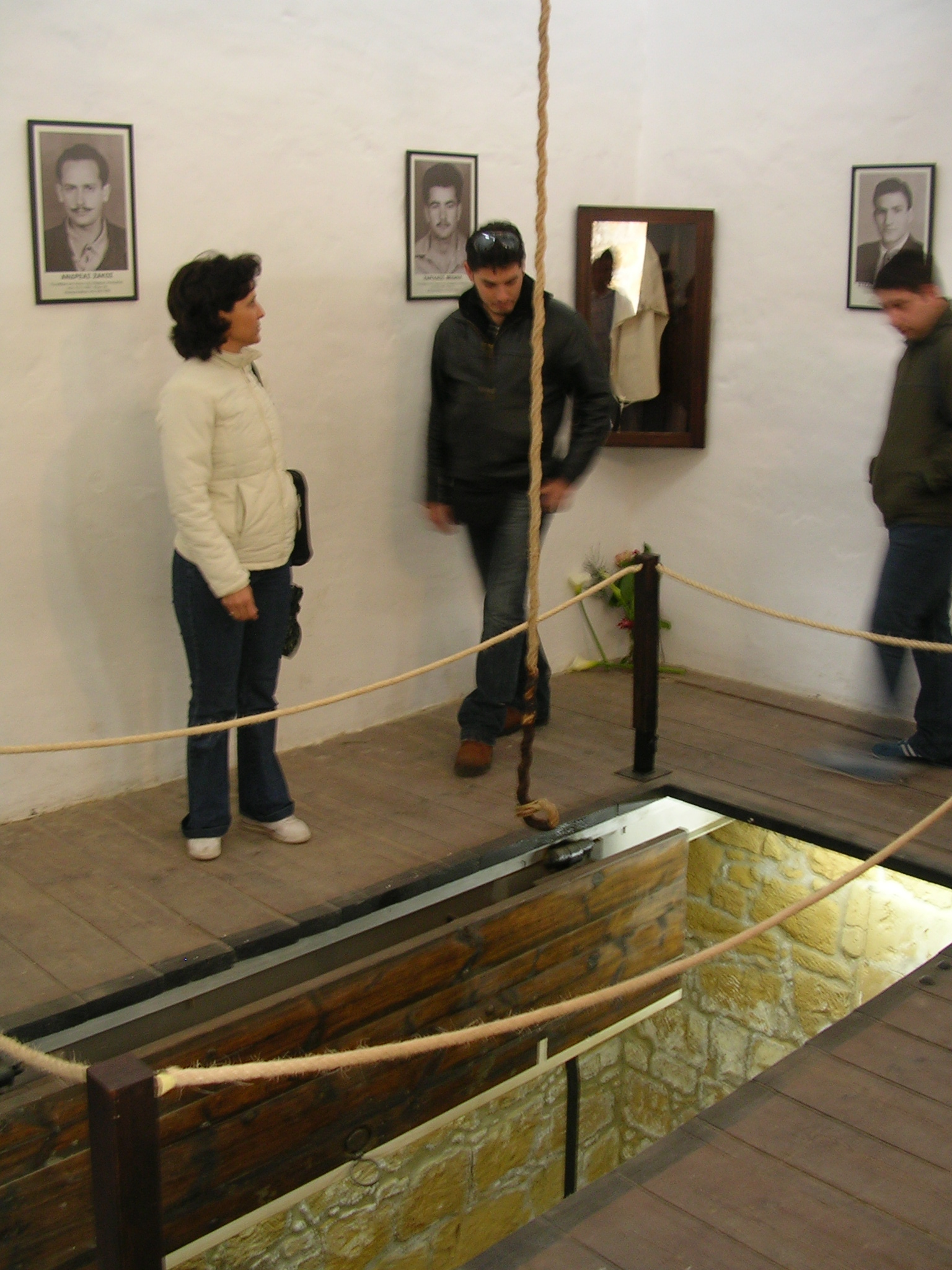
La horca de la Cárcel Central de Nicosia, hoy convertida en museo (2006)

La pena capital por homicidio fue abolida en Chipre, el 15 de diciembre de 1983. Fue abolido para todos los delitos el 19 de abril de 2002. La pena de muerte fue reemplazada por cadena perpetua. Chipre es un firmante  del segundo protocolo facultativo del Pacto Internacional de Derechos Civiles y Políticos qué proporciona la abolición total de la pena de muerte. Chipre inicialmente tenía una excepción en el segundo protocolo, en el que permitía la ejecución de crímenes graves en tiempos de guerra, pero posteriormente abandonó esta causal.
Las últimas ejecuciones fueron llevadas a cabo el 13 de junio de 1962. Tres hombres, Hambis Zacharia, Michael Hiletikos y Lazaris Demetriou, fueron ahorcados por homicidio en la Cárcel Central de Nicosia, la única prisión del país. Zacharia había asesinado a un hombre en 1958 en una viña en Limasol. Hiletikos y Demetriou fueron encarcelados en 1961, por asesinar a tiros a un hombre en las afueras de un club nocturno en la misma ciudad. Los verdugos británicos Harry Allen y John Underhill viajaron a Chipre para llevar a cabo la ejecución.
Previo a la independencia, 9 hombres fueron ejecutados en la horca entre 1956 y 1957, por parte de las autoridades británicas, por actos cometidos en nombre del grupo nacionalista EOKA. La Cárcel Central de Nicosia aun funciona como prisión, pero el lugar en donde se realizaban las ejecuciones funciona en calidad de museo.
El estado no reconocido de la República Turca del Norte de Chipre retiene la pena de muerte bajo circunstancias limitadas. El artículo 15 de la constitución de ese estado, declara que la pena capital debe ser impuesta en casos de traición durante tiempos de guerra, actos de terrorismo y piratería jure gentium, y asesinos en serie. Incluso en estos casos, ninguna sentencia de muerte puede ser ejecutada, a menos que la Asamblea legislativa lo decida en conformidad con el Artículo 78. Hasta el día de hoy, el Norte de Chipre no ha llevado a cabo ninguna ejecución.